# Bauhinia erythrantha
Bauhinia erythrantha är en ärtväxtart som beskrevs av Adolpho Ducke. Bauhinia erythrantha ingår i släktet Bauhinia och familjen ärtväxter. Inga underarter finns listade i Catalogue of Life.